# Domingo de Soto
Pour les articles homonymes, voir De Soto.
Domingo de Soto, dit parfois Sotus, né en 1494 à Ségovie et mort le 15 novembre 1560 à Salamanque, est un théologien, juriste, philosophe, scientifique et frère dominicain espagnol.
Considéré comme l'un des grands humanistes espagnols, il est l'une des figures les plus importantes de l'École de Salamanque.

## Biographie
Fils d'un jardinier de Ségovie, Domingo de Soto fréquente d’abord entre 1513 et 1516 la Faculté des Arts de l'Université d'Alcalá de Henares, à l’époque encore dominée par l’humanisme érasmien enseigné notamment par Thomas de Villeneuve, puis poursuit jusque 1519 ses études de théologie au Collège Sainte-Barbe de Paris où il reçoit l'enseignement de Juan de Celaya et fit l’expérience des disputes entre nominalistes et humanistes. 
De retour à Alcalá en 1519 pour y enseigner la philosophie, il prononce en 1524 ses vœux dans l'Ordre des Frères Prêcheurs et prit le poste de professeur de théologie à l'Université de Salamanque en 1532. Il supporte alors son professeur Francisco de Vitoria dans ses projets de résurrection du thomisme, fondement du mouvement de l'École de Salamanque. 
Il suit les orientations de saint Thomas d'Aquin et commente divers livres de physique et de logique aristotélicienne, où on perçoit encore l’influence de l’humanisme et du nominalisme parisien, tout en étant intégré à une vision du monde réaliste. Son cours de philosophie comporte quatre volumes : des Summulae (Burgos, 1529), un commentaire logique In dialecticam Aristotelis (Salamanque, 1554), In Isagoge Porphyrii, Aristotelis Categorias (Venise, 1587) et un De Demonstratione (Salamanque, 1543), et des Quaestiones in Libros Physicorum (Salamanque, 1545 ; 1572). Preuve d'originalité, Soto est le premier à utiliser l’exemple d’un corps en chute et d’un projectile pour illustrer un mouvement uniformiter difformis et réviser la doctrine du livre VII de la Physique, environ 80 années avant Galilée.
En 1545, Charles Quint l'envoye comme théologien impérial au Concile de Trente, et le choisit ensuite comme confesseur (1548), prenant désormais résidence à Vienne. Au Concile, Soto défend la doctrine thomiste de la justification contre Lancelotto Politi, et développe ses propres écrits sur la liberté humaine et la Grâce divine (considérant les deux comme constitutifs de l’agir du Chrétien, en accordant cependant à la grâce un prius naturae), de sorte que le mérite humain ne puisse pas lui être conforme (contre la doctrine du meritum de congruo, défendue à l’époque par le franciscain Andrés de Vega). De retour en Espagne, de Soto refuse de devenir évêque de Ségovie, préférant reprendre sa chaire de théologie à l'Université de Salamanque, qu'il occupe effectivement de 1550 à sa mort.
Excellent philosophe et bon connaisseur des questions de l'Amérique, Domingo de Soto participe aussi aux débats relatifs à la dispute ouverte entre Sepúlveda et Las Casas au sujet de la question indigène, connue sous le nom de Justes titres ou Polémique des naturels, et fit partie de la commission de théologiens qui se réunit à Valladolid en 1550-1551 (Controverse de Valladolid). C’est de ces débats que nait son De iustitia et iure libri X (Lyon 1559 ; 1582, qui connut une immense diffusion avec plus de 27 éditions), dans lequel Soto affirme qu’on n’est pas lié à une loi à laquelle on n’aurait pas donné son assentiment rationnel. En 1552, il accède à la catédra de prima de Salamanque en succession de Melchor Cano, qu’il occupe jusqu’à sa mort en 1560. C’est de cette époque que date son commentaire du Quatrième Livre de Sentences de Pierre Lombard (Medina del Campo, 1579 ; Venise, 1569 ; Douai, 1613). Malgré son poids institutionnel, il ne put empêcher l’emprisonnement pour cause d’hérésie de son frère d’ordre et ami Bartolomé Carranza. Il eut de nombreux élèves à Salamanque, le plus connu étant Domingo Báñez qui renouvela largement la pratique des commentaires de saint Thomas. 

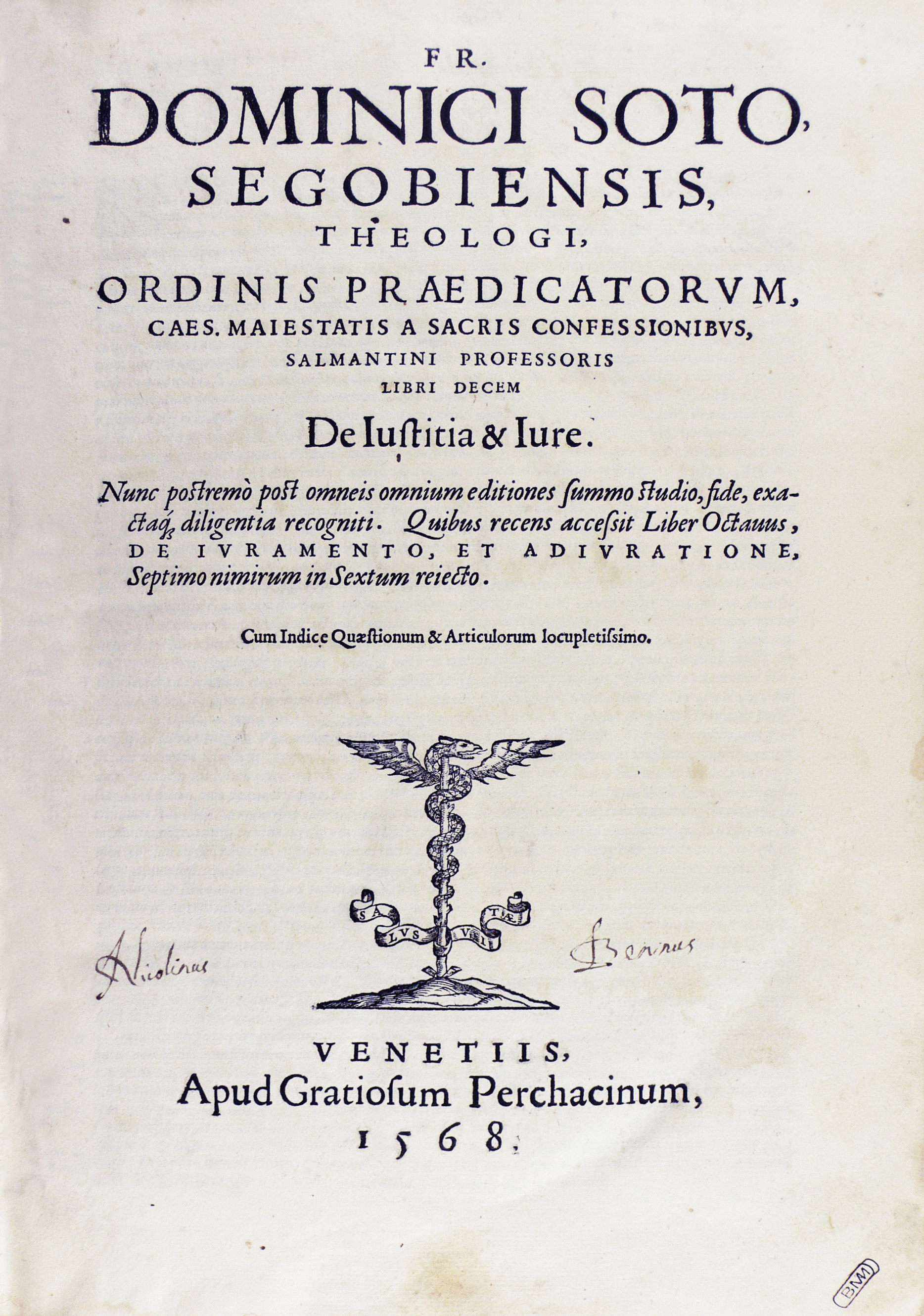
De iustitia et iure, 1568.

## Doctrine

### Droit des contrats
Si certains estiment que Soto a joué un rôle très important dans la systématisation du droit des contrats, son apport doit être toutefois être remis en perspective des travaux de juristes allemands antérieurs, comme Matthieu de Cracovie et Conrad Summenhart (de).
Parmi ses développements, il étend les cas dans lesquels le vice de crainte peut être invoqué, à condition toutefois que la partie contractance fasse preuve de courage et de loyauté, et sans toutefois penser que le contrat est automatiquement vicié : il appartiendra à la partie intimidée d'invoquer la crainte pour obtenir annulation de l'engagement.
Soto considère bien qu'il existe une liberté contractuelle fondée sur le droit naturel chrétien. Toutefois, plus conservateur que les autres membres de l'École de Salamanque, il estime que cette liberté doit être encadrée par les autorités publiques soucieuses du bien commun qui peuvent, par exemple, limiter la libre disposition de leurs biens aux individus dont la raison est limitée ou appliquer rigoureusement l'interdiction de l'usure. En cela, opposé comme Francisco de Vitoria au principe d'un consensualisme déclaré, il sera critiqué par Luis de Molina et Leonardus Lessius.

### Penseur social
En tant que prieur du Couvent San Esteban, Soto dut organiser à plusieurs reprises les soins aux pauvres et put défend leurs droits lors des famines 1540 et 1545. Il s'oppose à la sécularisation et aux transferts de compétence des institutions de charité des ordres religieux vers les autorités publiques, idées notamment promues par Jean Louis Vivès. Soto considére ainsi que les riches et les pauvres sont liés par une relation symbiotique de nécessité mutuelle, en ce que les pauvres ont besoin de l'aide matérielle des riches pour vivre, mais que les riches ont aussi besoin des pauvres pour faire preuve de charité et obtenir le salut de leurs âmes.

## Œuvres
Parmi ses nombreuses œuvres de théologie, de droit, de philosophie et de logique, on doit signaler en priorité :
- « De dominio », (Salamanque, 1534);
- « De justitia et jure » (De la Justice et du Droit), (Salamanque, 1556);
- « Ad Sanctum Concilium Tridentinum de natura et gratia libri tres », (Venise, 1547);
- « Summulae », (Burgos, 1529);
- « In dialecticam Aristotelis commentarii », (Salamanque, 1544);
- « An liceat civitates infidelium », (Salamanque, 1553);
- « De ratione tegendi et detegendi secretum », (Salamanque, 1541);
- « In quartum Sententiarum », (Salamanque, 1557).